# Impero coloniale

Evoluzione storica delle regioni appartenute ad imperi coloniali moderni

Un impero coloniale è un insieme di territori , detti colonie, controllati da uno Stato, spesso lontano rispetto alle colonie, che ne sfrutta le risorse, ne amministra il territorio politicamente ed economicamente e lo occupa militarmente.
Prima dell'espansione delle prime potenze europee moderne, altri imperi avevano conquistato e colonizzato territori, come i Romani in Europa, Nordafrica e Asia occidentale. I moderni imperi coloniali emersero per la prima volta con una competizione di esplorazione tra l'allora più avanzata potenza marittima in Europa, il Portogallo e la Spagna, nel corso del XV secolo.

L'impulso iniziale dietro questi imperi marittimi dispersi e quelli che seguirono fu il commercio, guidato da nuove idee e dal capitalismo che nacque dal Rinascimento europeo. Furono anche presi accordi per dividere il mondo tra loro nel 1479, 1493 e 1494. L'imperialismo europeo nacque dalla competizione tra gli stati europei e l'Impero ottomano, che crebbe rapidamente nel XIV secolo e costrinse spagnoli e portoghesi a cercare nuove rotte commerciali verso l'India e, in misura minore, la Cina.
Sebbene esistessero colonie nell'antichità classica, specialmente tra i Fenici e gli antichi Greci che si insediarono in molte isole e coste del Mar Mediterraneo, tali colonie erano politicamente indipendenti dalle città-Stato da cui avevano origine e quindi non costituivano un impero coloniale.

## Gli imperi coloniali dell'antichità
Nell'antichità non era ancora contemplato il concetto di impero coloniale: esso era chiamato dertyoma, quanto più quello di colonialismo e colonizzazione. Questi fenomeni furono utilizzati nell'antica Grecia, quando le varie polis riuscirono ad espandersi in Tracia, Anatolia, Nord Africa ed in Italia (Magna Grecia).

## Il 1492: ilNuovo Mondo
Nel 1492 un navigatore genovese, Cristoforo Colombo, mise per primo piede sul continente americano, sull'isola di Hispaniola. La sua scoperta geografica apriva questo immenso continente, popolato da genti senza Stati abbastanza evoluti da potersi scontrare vantaggiosamente con l'Europa, all'espansione coloniale europea.
I primi paesi a fondare colonie in America furono la Spagna e il Portogallo, che occuparono rispettivamente l'America Centro-meridionale e il Brasile. Attorno al 1530, con la caduta degli Stati precolombiani, vastissime zone erano amministrate direttamente dalle due potenze coloniali.
Nel giro di un secolo, si scatenò una prima ondata di colonialismo: pressoché tutti gli Stati europei si appropriarono di terre lontanissime da utilizzare come sfogo per l'emigrazione. Vi furono Stati, come Spagna, Portogallo, Francia ed Inghilterra, che ebbero un peso maggiore, grazie alla grande estensione delle terre conquistate, ma anche molte altre nazioni vi diressero le proprie attenzioni, come la Svezia.
Finita l'ondata di conquista e la spartizione delle terre, iniziò un duro regime di oppressione, che portò a cancellare tutta l'identità culturale del continente.

## Fra XIX e XX secolo: l'Imperialismo
Fino all'Ottocento, l'espansione coloniale europea si era dopotutto mantenuta limitata alle coste ed alle regioni più importanti: l'Inghilterra aveva poche colonie provvisorie in Nord America, la Francia alcune colonie commerciali in Canada, il Portogallo le coste del sud del Brasile, la Spagna i territori cileni, colombiani, argentini e l'America centrale. Vi erano inoltre colonie europee in Oceania (Indonesia) ed in alcune coste dell'Africa.
Quando però nel 1776, dopo una lunga guerra, gli Stati Uniti d'America ottennero l'indipendenza, fu chiaro che era sorta una nuova grande potenza. Lentamente, nel corso dell'Ottocento, questo paese vastissimo e dalle infinite potenzialità diede filo da torcere agli Stati europei, i quali, per controbilanciare l'espansione economica dell'America, diedero inizio alla spartizione dell'Africa.
Questo fu un processo relativamente veloce (dal 1830, con la presa francese dell'Algeria, al 1936, con la conquista italiana dell'Impero d'Etiopia), ma che cambiò il mondo per sempre. Si può dire che l'acme di tale periodo fu a cavallo fra i due secoli, quando gli Stati europei (di gran lunga predominanti Inghilterra e Francia, ma anche Belgio, Italia, Spagna, Portogallo e solo brevemente la Germania) instaurarono vasti domini coloniali che distrussero ogni sorta di indipendenza del continente. Fu un periodo che, per la sua durezza, fu ampiamente contestato da molti intellettuali.

## 1941-1962: la decolonizzazione
Dopo la seconda guerra mondiale, nel giro di un ventennio, un'insormontabile ondata di voglia d'indipendenza in Africa portò alla completa decolonizzazione del continente. In alcune zone la liberazione fu pacifica, mentre in altre, come in Algeria (guerra d'Algeria, 1954-1962) fu decisamente cruenta.
Ad oggi, in alcune zone del pianeta, la decolonizzazione non è ancora del tutto compiuta: la Francia detiene ancora parti del Sudamerica (Guyana francese, Guadalupa e Martinica) e molte isole sparse per il mondo (Riunione, Mayotte, Polinesia Francese, Saint-Barthélemy, Saint-Martin, Saint-Pierre e Miquelon, Wallis e Futuna, Terre australi e antartiche francesi, Nuova Caledonia, Clipperton); il Regno Unito mantiene il controllo sui territori britannici d'oltremare, i Paesi Bassi controllano le Antille Olandesi. Comunque, l'entità dell'odierno imperialismo è talmente irrilevante da far giustamente ritenere che gli imperi coloniali ad oggi siano del tutto tramontati.
Alcuni sostengono però che gli Stati Uniti siano l'odierna potenza colonialista, sia per i territori d'oltremare sparsi per il mondo (come Porto Rico e le isole Hawaii) sia per il fatto che una rilevante parte della loro economia si regge sul neocolonialismo.

## Conclusione

### Il retaggio culturale
La formazione degli imperi coloniali è una manifestazione del principio del più forte. Questo si intende anche in ambito culturale, poiché la quasi totalità dei popoli sottomessi fra il XVI ed il XX secolo ha perso la propria peculiarità nazionale. Un esempio è il fatto che in tutto il Sudamerica le lingue di gran lunga prevalenti sono lo spagnolo ed il portoghese, mentre le lingue che una volta erano le più diffuse, come il guaraní, sono ristrette a poche morenti oasi linguistiche.
Oppure, si può pensare al fatto che una grande metropoli come Città del Capo, lontana migliaia di chilometri dall'Europa, è quasi identica ad una qualsiasi grande città occidentale. Questi sono esempi di zone in cui il colonialismo ha distrutto qualsiasi unicità della zona.
Nel Maghreb, fino al 1962 prevalentemente di possesso francese, la situazione è ancora più esemplare: fino agli inizi dell'Ottocento, l'unica lingua conosciuta era l'arabo. Solo un secolo dopo, la grande maggioranza della popolazione era francofona. Gli stessi padri dell'indipendenza algerina avrebbero commentato che in Algeria l'arabo era il più grande bottino di guerra di Parigi.

### Posizioni pro e contro gli imperi coloniali
Alcune persone sostengono che il colonialismo abbia portato sviluppo, civiltà e progresso in tutti i popoli sottomessi. Questo è in parte vero, poiché, se prendiamo in esame le terre maghrebine del morente Impero ottomano, solo nel cinquantennio seguente alle occupazioni anglo-francesi nella zona, l'alfabetizzazione vi raddoppiò, come anche la popolazione urbana e la ricchezza media. Anche se rimane comunque sviluppo confinato nell'alveo di quello non sostenibile.
Una maggiore fetta dell'opinione pubblica sostiene però che il colonialismo sia stato in primis un fenomeno oscuro, malvagio e prevalentemente da dimenticare, sostenendo l'inutilità delle durezze coloniali e la dannosa abolizione delle identità culturali locali.

## Elenco degli imperi coloniali
1. Impero portoghese (1415–1999)
  - Colonizzazione portoghese delle Americhe
2. Impero spagnolo (1492–1975)
  - Colonizzazione spagnola delle Americhe
  - Indie orientali spagnole (1565–1898)
  - Guinea spagnola (1778–1968)
  - Sahara spagnolo (1884–1976)
  - Protettorato spagnolo del Marocco (1912–1956)
3. Impero coloniale francese (1534–attuale)
  - Regno di Francia (1534–1792)
  - Primo Impero francese di Napoleone I di Francia (1804–1814 o 1815)
  - Secondo Impero francese di Napoleone III di Francia (1852–1870)
  - Colonizzazione francese delle Americhe
4. Regno russo e  Impero russo (1580–1917)
  - Conquista russa della Siberia
  - Colonizzazione russa dell'America
  - Imperialismo russo in Asia
  - Transcaucasia
  - Sagallo (ora Gibuti, 1889)
5. Impero coloniale olandese (1602–attuale)
  - Colonizzazione olandese delle Americhe e Compagnia olandese delle Indie occidentali
  - Compagnia olandese delle Indie orientali ed Indie orientali olandesi
  - Colonia olandese del Capo (1652–1806)
  - Caraibi olandesi (1602-attuale)
6. Possedimenti inglesi d'oltremare (1583–1707)
7. Colonizzazione scozzese delle Americhe (1621–1707)
8. Impero britannico (1707–1997)
  - Evoluzione territoriale dell'Impero Britannico
  - Colonizzazione britannica delle Americhe
  - Compagnia britannica delle Indie orientali e Impero anglo-indiano
9. Australia (1901–attuale)
  - Il dominio dell'Australia, a sua volta una colonia britannica che gradualmente ha aumentato la sua indipendenza nel 1901, 1942 e 1986, è stato incaricato con il governo di molteplici altre colonie e territori britannici e dei mandati di Nuova Guinea e Nauru
10. Nuova Zelanda (1907–attuale)
  - Il dominio della Nuova Zelanda, a sua volta una colonia che gradualmente aumentato la sua indipendenza nel 1907, il 1947 e il 1986 è stato incaricato con il governo di molteplici altre colonie e territori britannici ed il mandato di Samoa. È stato anche co-trustee nominale del mandato di Nauru. Il territorio della Nuova Zelanda non autonomo rimanente è Tokelau.
11. Mandati sotto amministrazione del Sudafrica (1915–1990)
  - Il mandato sull' Africa del Sud-Ovest,  governata dal Sudafrica, una colonia britannica che gradualmente aveva aumentato la propria autonomia nel 1910 e nel 1931 e che infine si era proclamata indipendente nel 1961.
12. Impero coloniale danese (1620–1953),  Regno di Danimarca (1953-attuale)
  - Colonizzazione danese delle Americhe
  - Costa d'Oro danese
  - India danese
  - Nicobare
13. Colonie svedesi (1638–1663 e 1785–1878)
  - Colonizzazione svedese delle Americhe
  - Costa d'Oro svedese
14. Cavalieri Ospitalieri (Stato monastico dei Cavalieri di Malta, vassallo del Regno di Sicilia; 1651-1665)
  - Possedimenti territoriali del Sovrano Militare Ordine di Malta
15. Colonie di Brandeburgo-Prussia (1683–1721)[5]
16. Impero coloniale tedesco (1883–1919)
  - Colonizzazione tedesca delle Americhe
  - Africa tedesca
17. Ducato di Curlandia e Semigallia
  - Colonizzazione Curlandia
  - Colonizzazione curlandese delle Americhe
18. Impero americano (1817–attuale)
  - Acquisizioni territoriali degli Stati Uniti
  - American Colonization Society
19. Impero giapponese (1868–1945)
20. Impero coloniale belga (1885–1962)
  - Stato Libero del Congo (1885–1908)
  - Congo Belga (1908–1960)
  - Ruanda-Urundi (1922–1962)
  - Concessione belga di Tientsin (1902-1931)
21. Impero italiano (1882–1960)
  - Libia italiana (1911–1943)
  - Concessione italiana di Tientsin (1902-1943)
  - Africa Orientale Italiana (1936–1947)
  - Colonia eritrea (1890-1936)
  - Somalia Italiana (1908-1936)
  - Amministrazione fiduciaria italiana della Somalia (1950–1960)
  - Dodecaneso italiano (1911-1943)
22. Regno di Norvegia (872-1397) (regnante e territoriale 875-1397, solo territoriale 1397-1814)
  - Colonialismo norvegese (1920-attuale)
  - Dipendenze della Norvegia (1927–1957)[6]
  - Colonizzazione vichinga dell'America
23. Impero ottomano (1299–1920)
  - Colonizzazione turca dei Balcani
  - Colonizzazione turca del Nord America
  - Colonizzazione turca del Nord Africa
24. Regno del Marocco (1975–attuale)
  - Province del sud
25. Sultanato di Mascate e Oman (1652–1856)
  - Dinastia Yaruba (1624-1742)
  - Sultanato di Mascate (1652-1820)
  - Sultanato di Zanzibar (conquistata dall'Oman nel 1698, divenne capitale del Sultanato dell'Oman o Impero dal 1632 o 1640; fino al 1856)
26. Colonizzazione austriaca (1722-1919)
  - Baia di Delagoa austriaca (1778-1781)
  - Insediamenti austriaci in India
  - Concessione austriaca di Tien-Tsin (1902-1919)
  - Isole nicobare austriache (1778-1783)
  - Borneo austriaco (1875-1880)

### Mappe

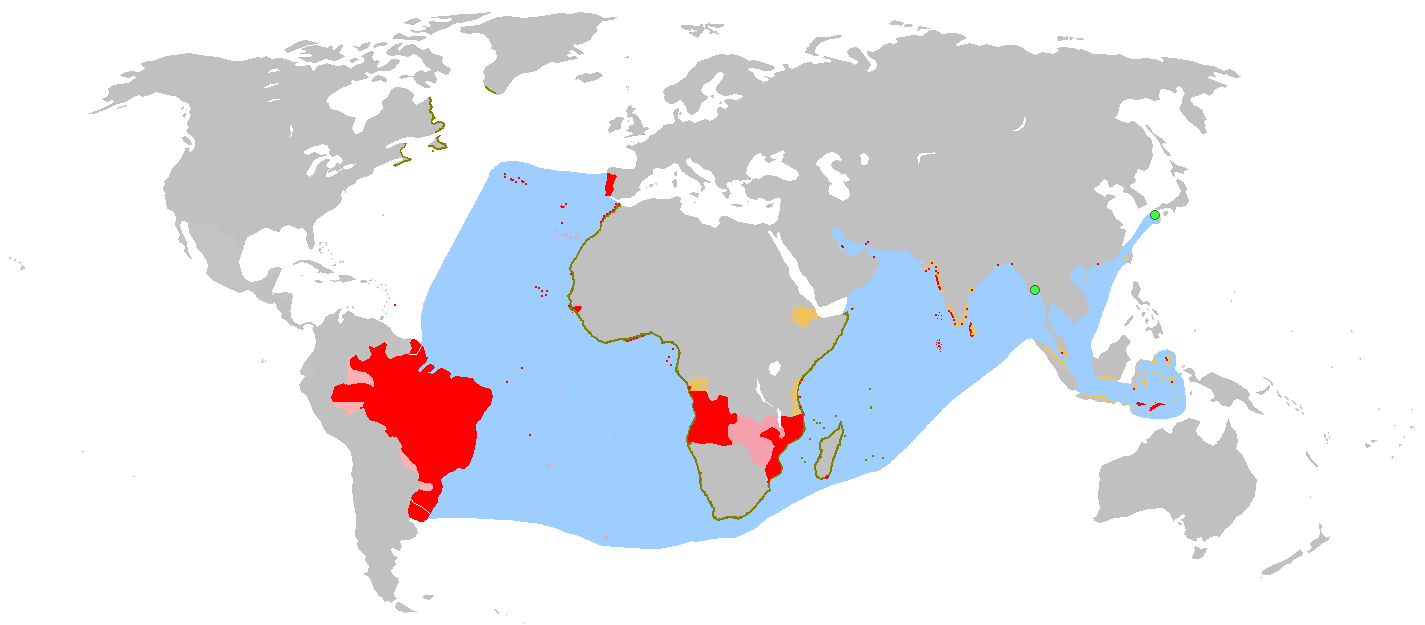
Portoghese
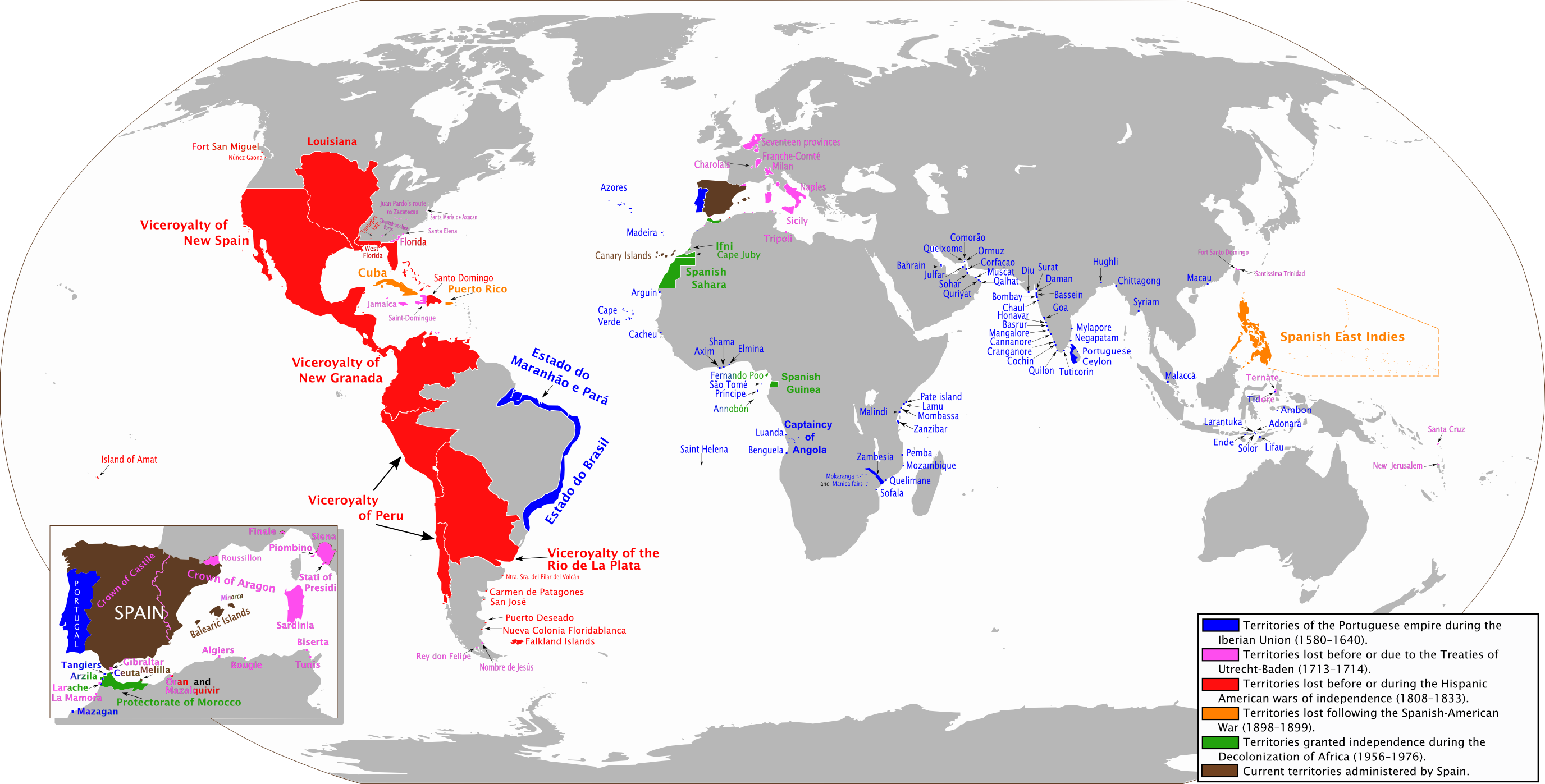
Spagnolo
Russo
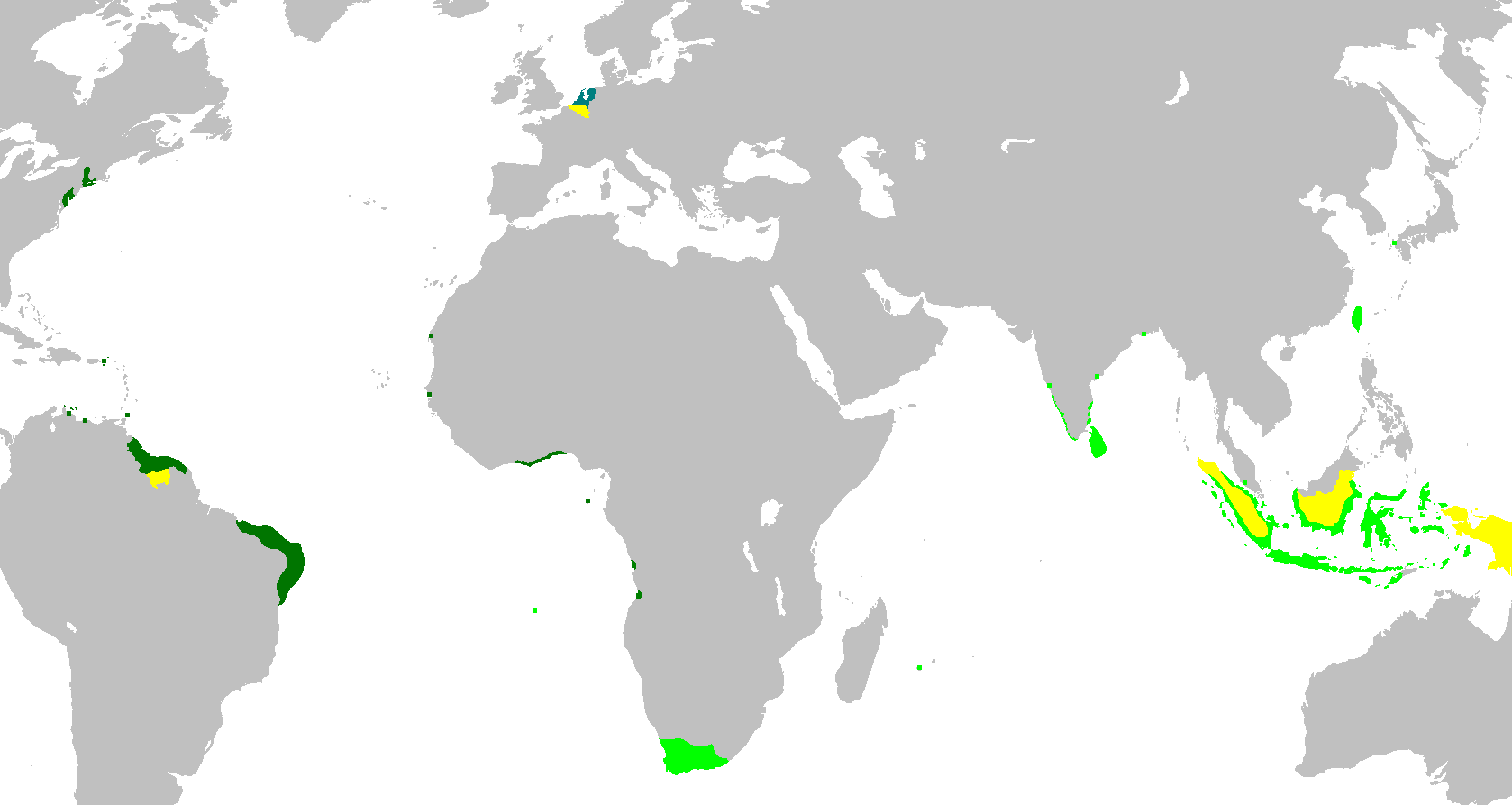
Olandese
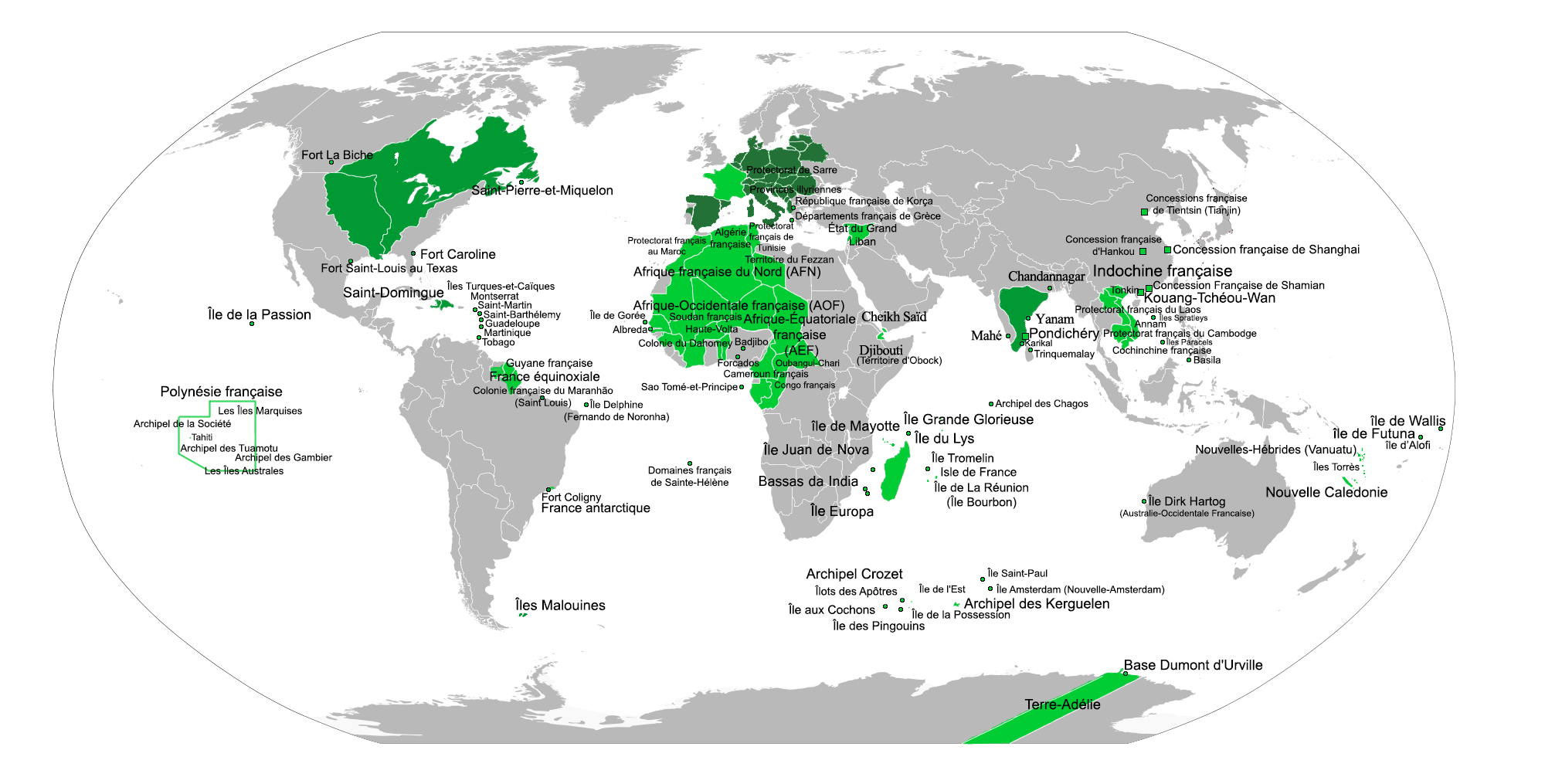
Francese (1°immagine)
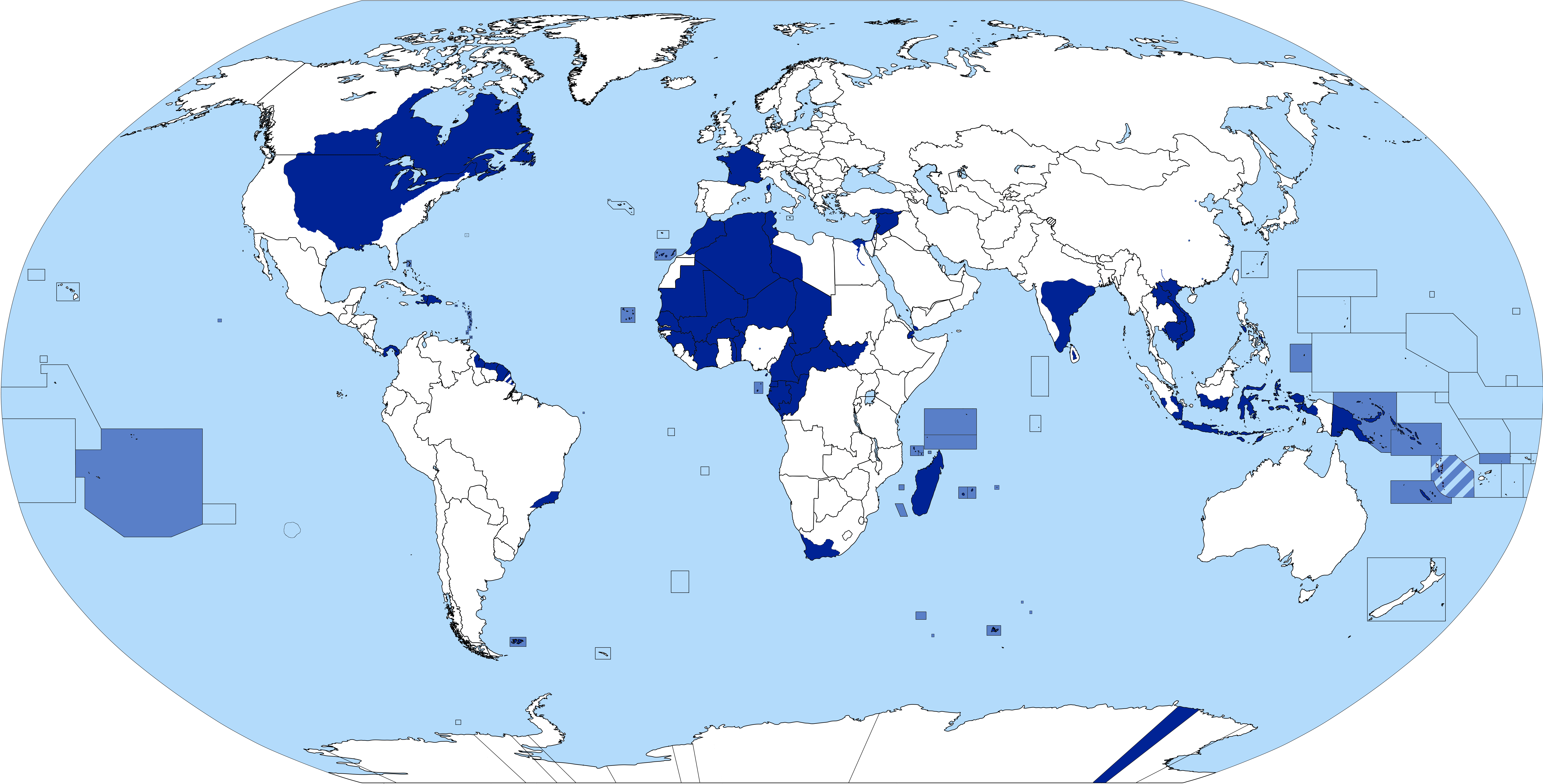
Francese (2°immagine)
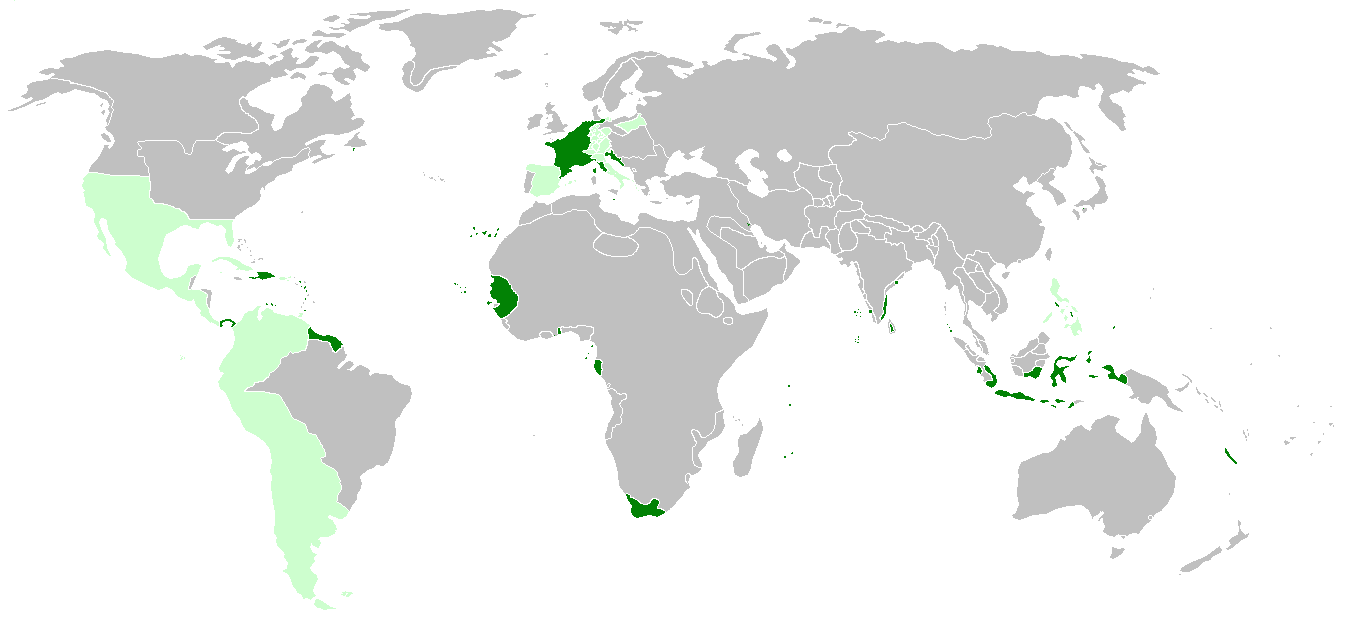
Francese (3°immagine)
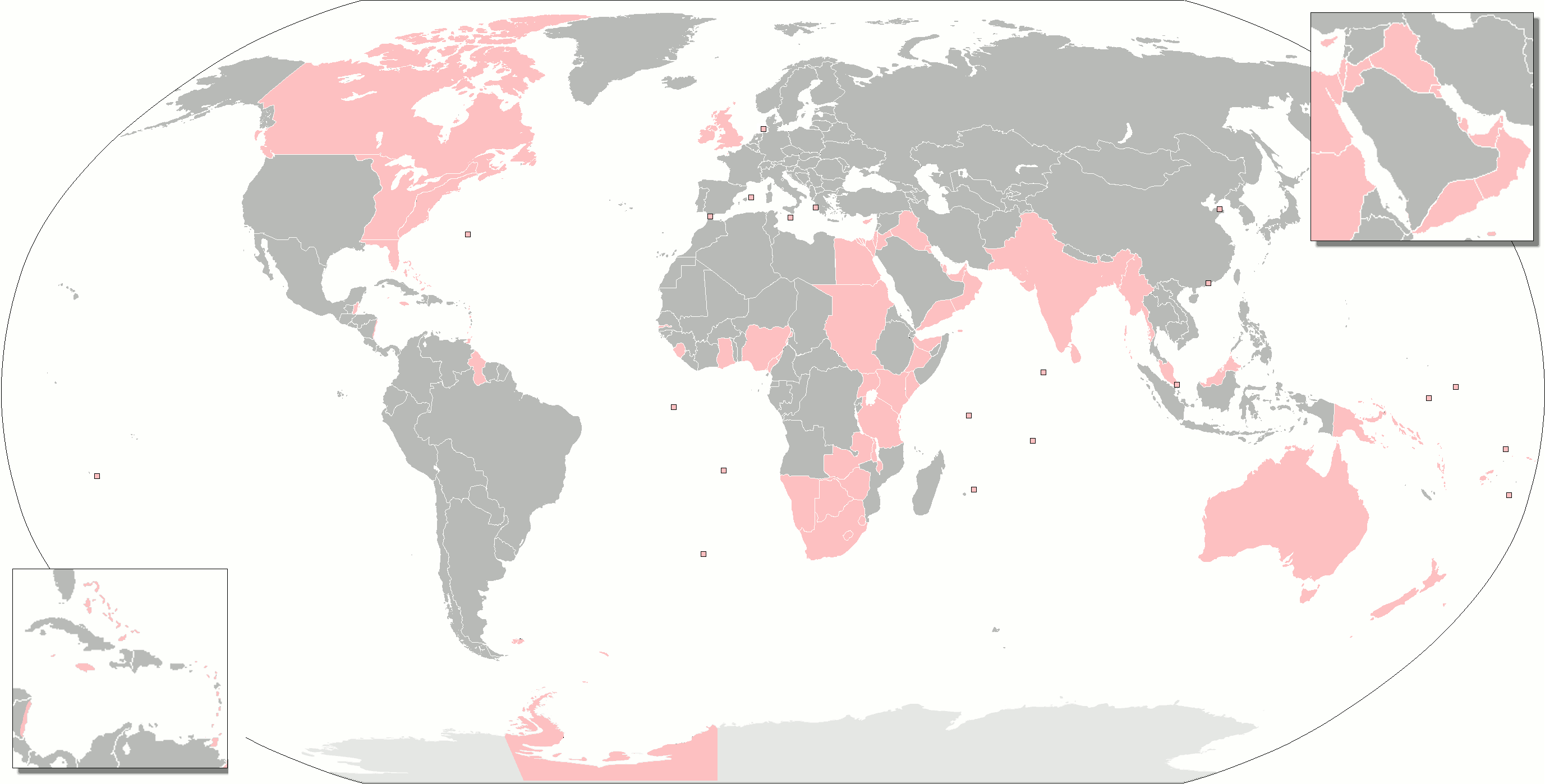
Britannico
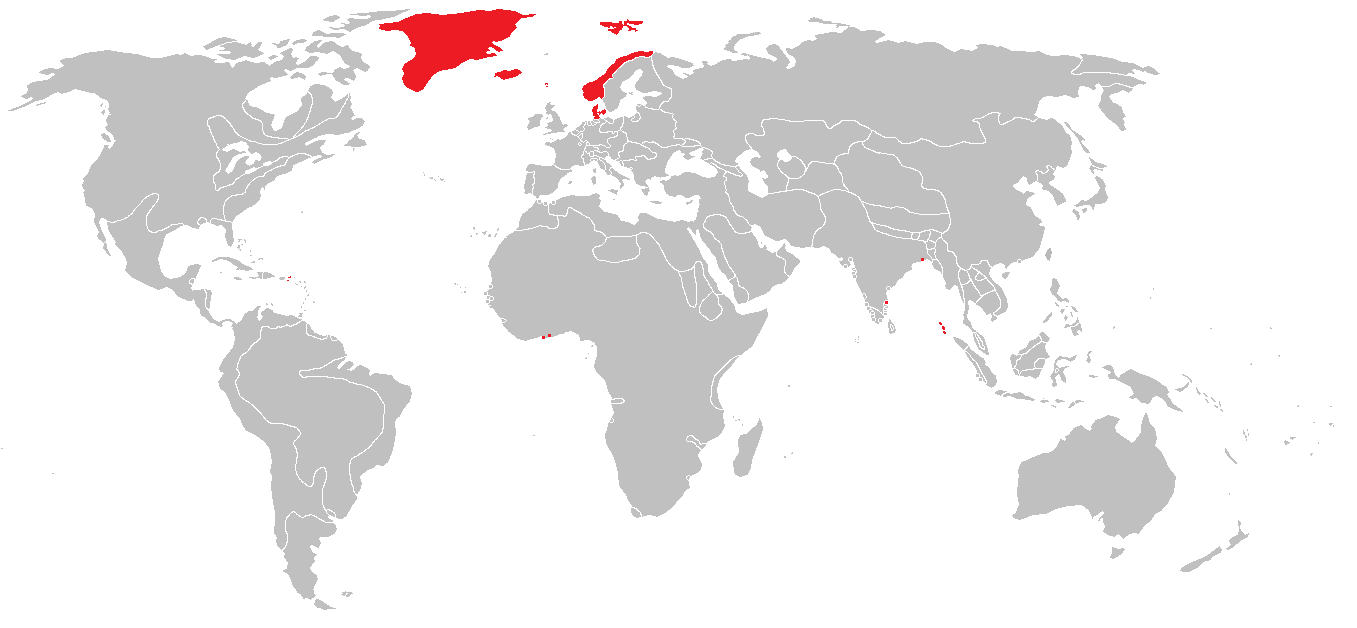
Danese
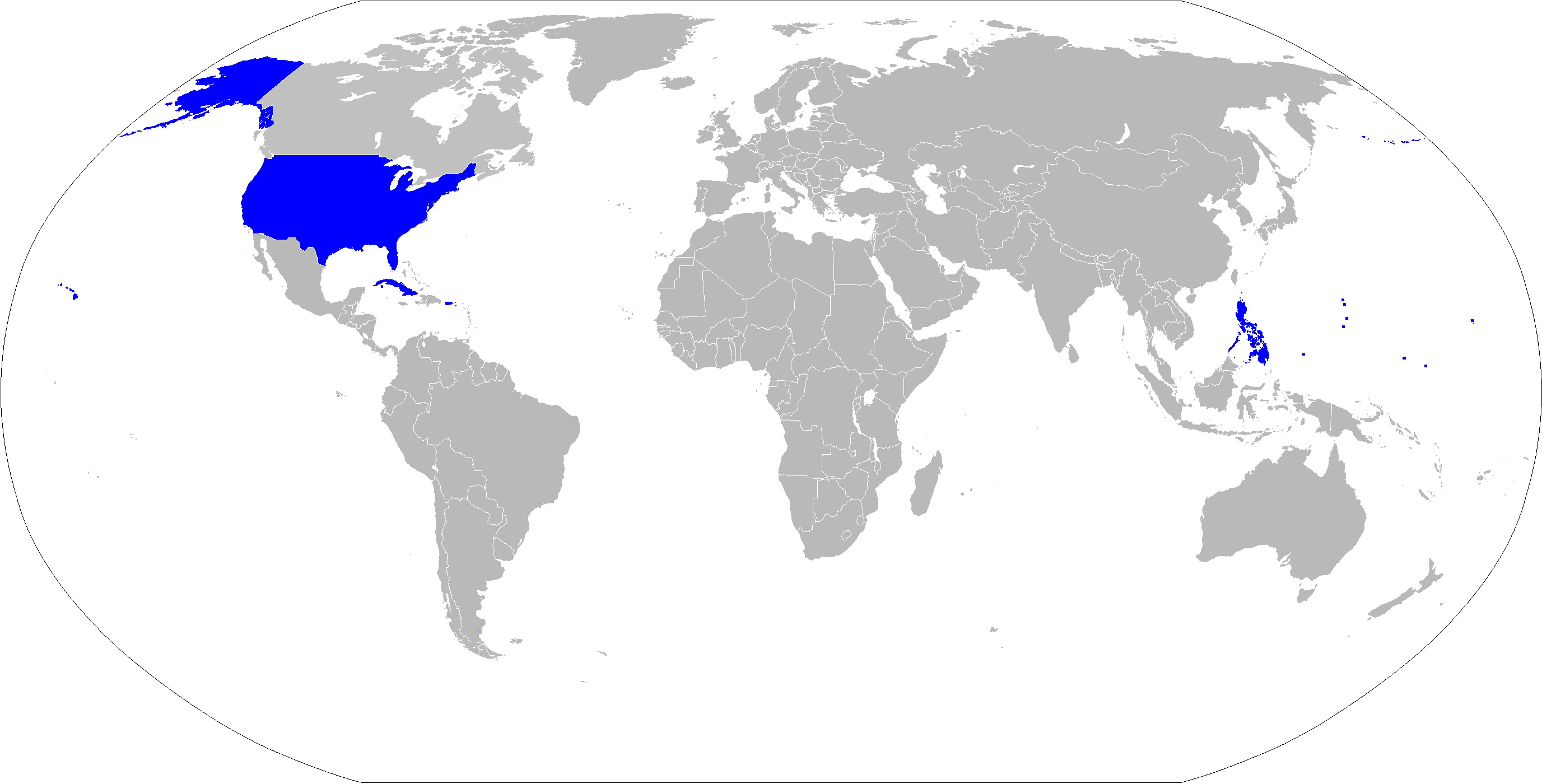
Statunitense
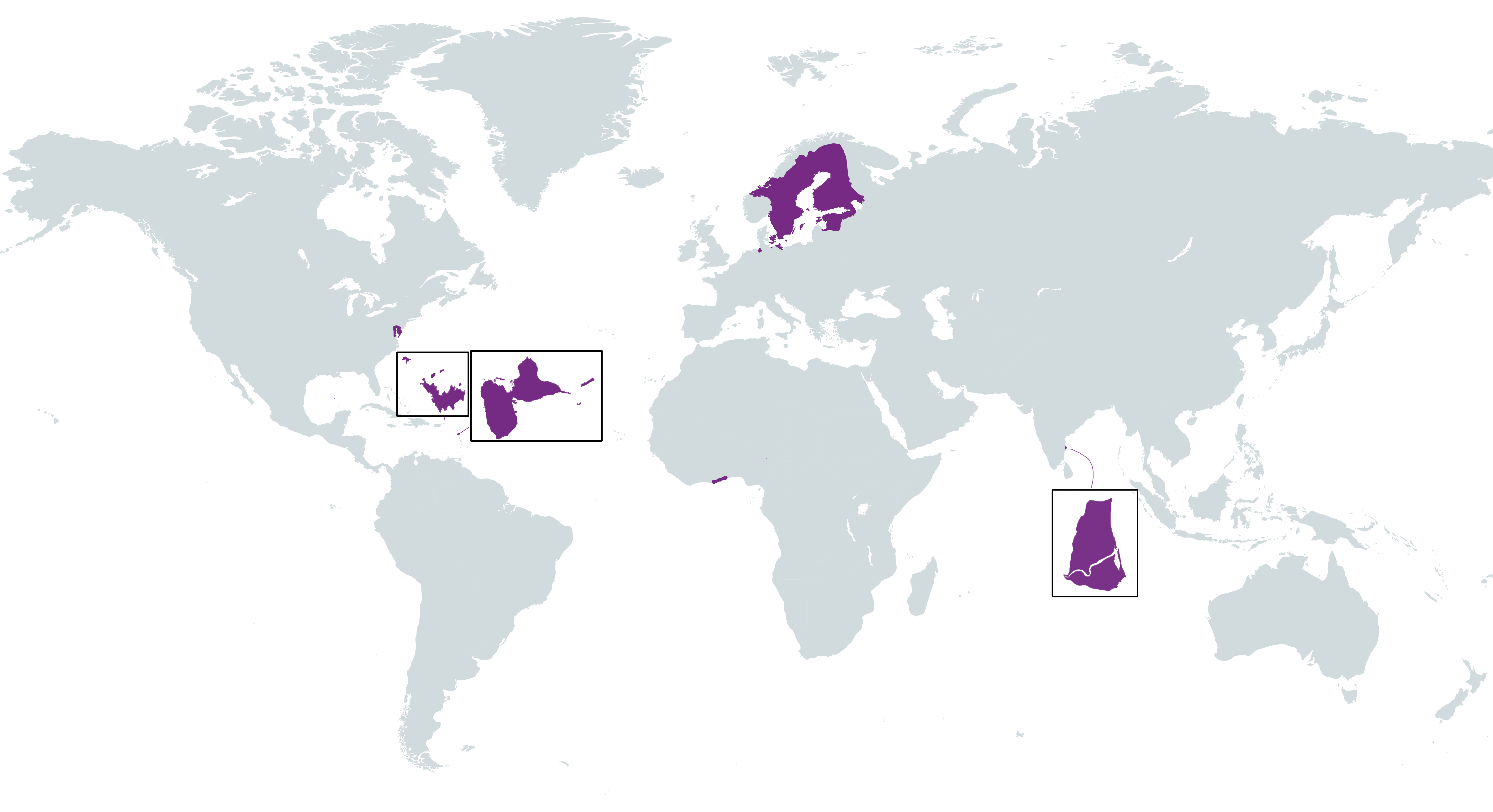
Svedese
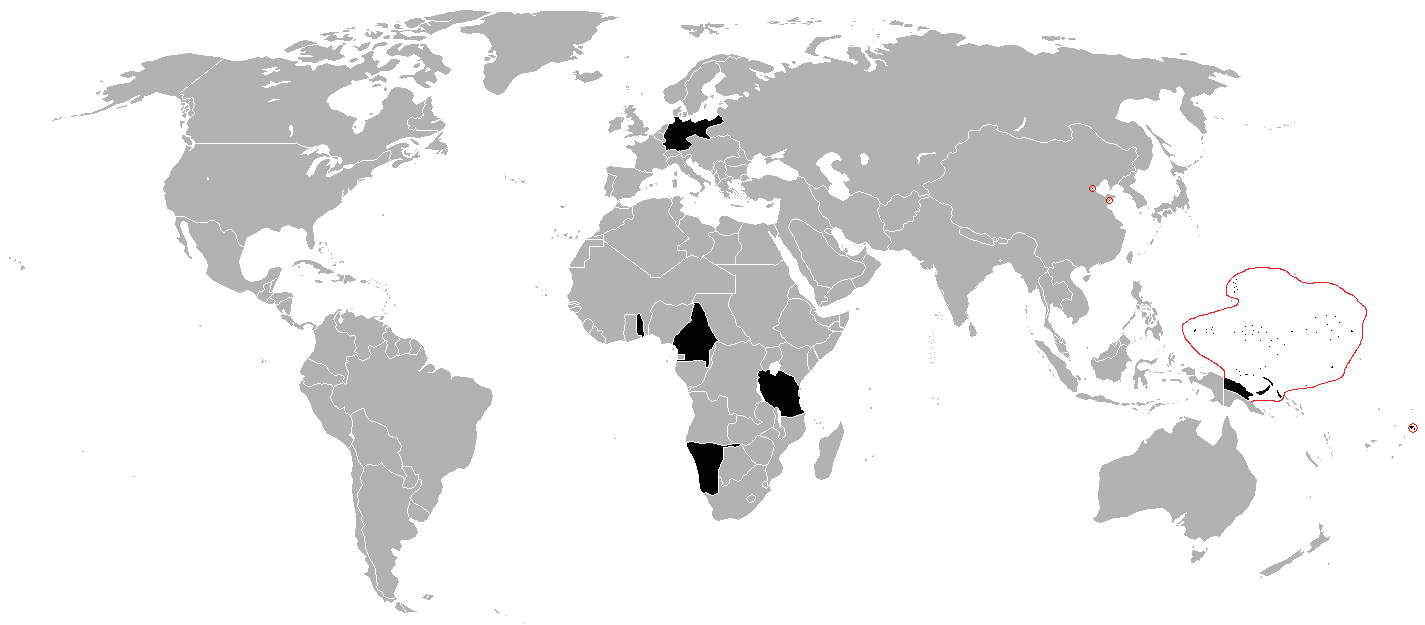
Tedesco
Belga
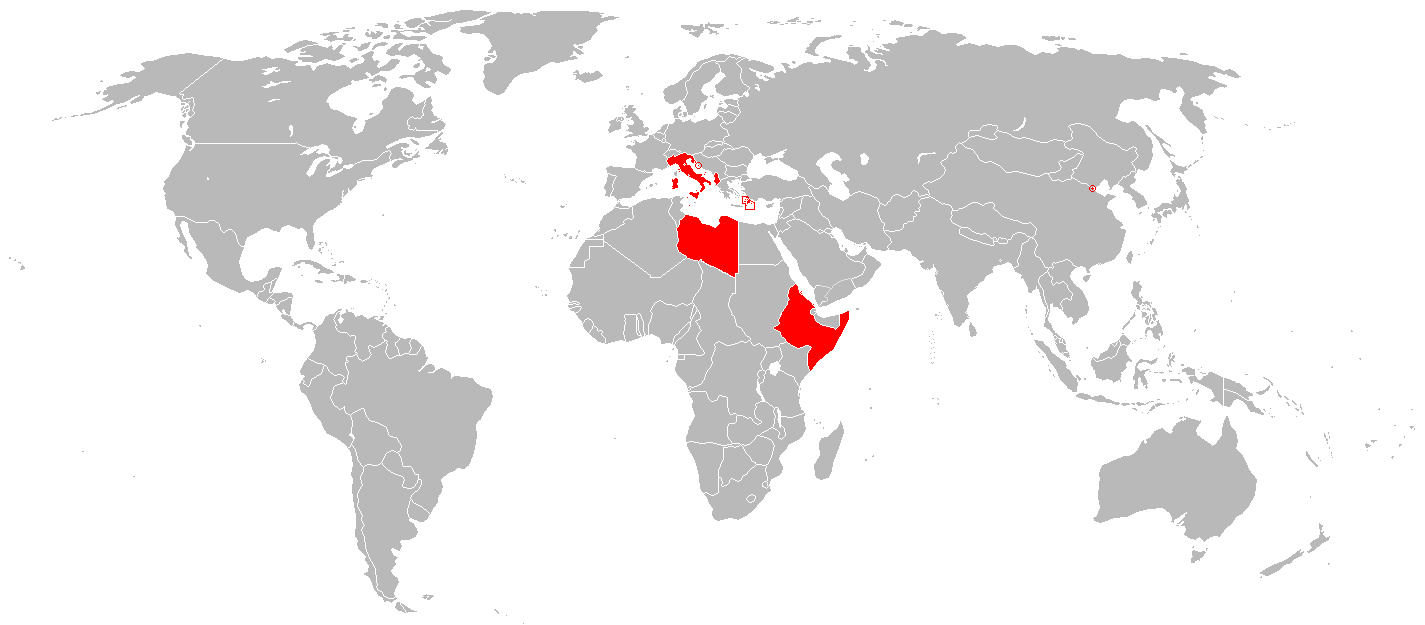
Italiano
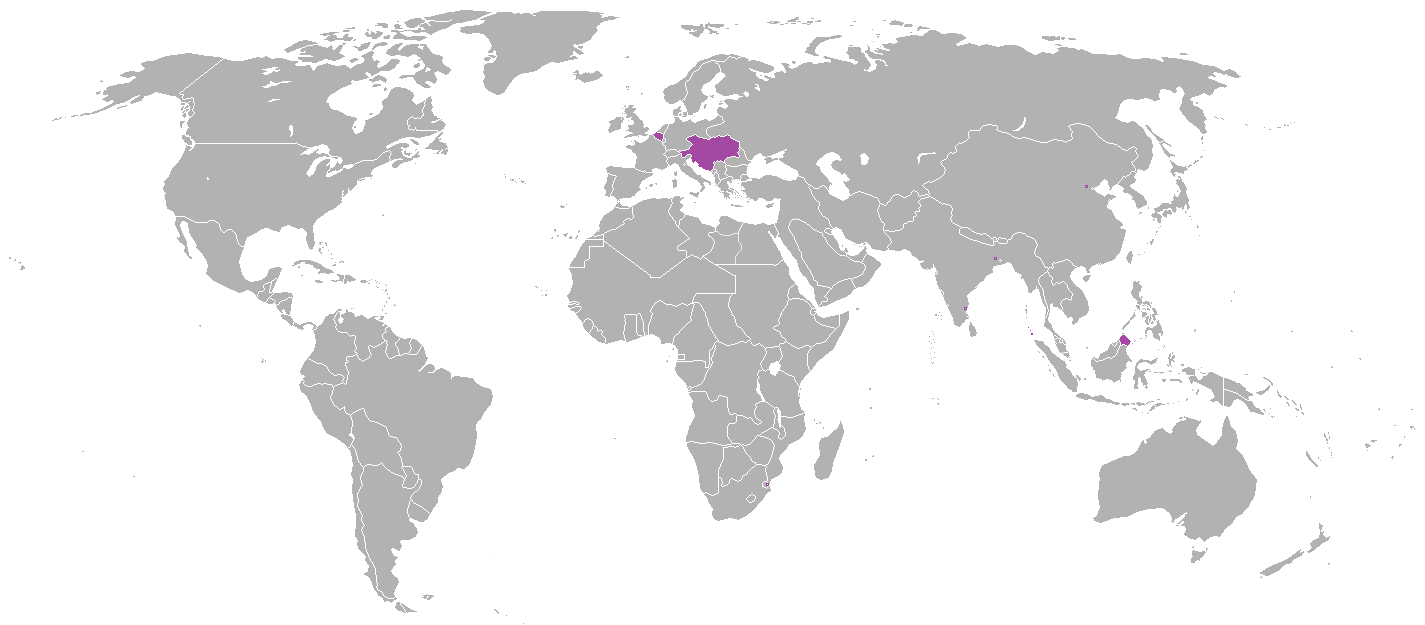
Austriaco
Giapponese
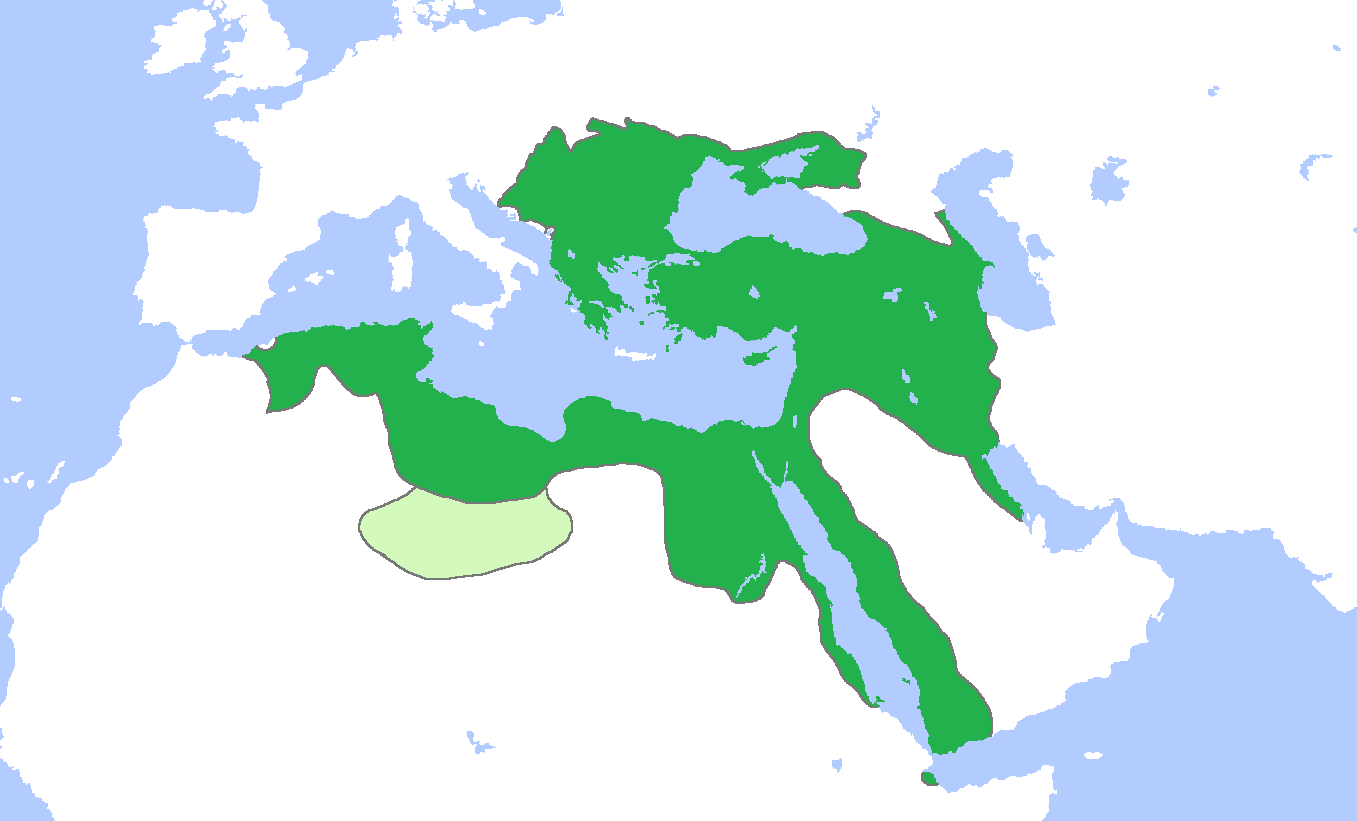
Ottomano